# Saint-Hilaire-en-Lignières
Pour les articles homonymes, voir Saint-Hilaire.
Saint-Hilaire-en-Lignières est une commune française située dans le département du Cher en région Centre-Val de Loire.

## Géographie
Le territoire communal est arrosé par l'Arnon, la Grande Thonaise et le Bailledets, ainsi que par la Petite Thonaise qui marque la limite communale et départementale à l'ouest sur un kilomètre et demi.

### Climat
Pour des articles plus généraux, voir Climat du Centre-Val de Loire et Climat du Cher.
En 2010, le climat de la commune est de type climat océanique dégradé des plaines du Centre et du Nord, selon une étude du CNRS s'appuyant sur une série de données couvrant la période 1971-2000. En 2020, Météo-France publie une typologie des climats de la France métropolitaine dans laquelle la commune est exposée à un climat océanique altéré et est dans la région climatique  Ouest et nord-ouest du Massif Central, caractérisée par une pluviométrie annuelle de 900 à 1 500 mm, maximale en automne et en hiver. 
Pour la période 1971-2000, la température annuelle moyenne est de 11,5 °C, avec une amplitude thermique annuelle de 15,7 °C. Le cumul annuel moyen de précipitations est de 767 mm, avec 10,9 jours de précipitations en janvier et 7,5 jours en juillet. Pour la période 1991-2020, la température moyenne annuelle observée sur la station météorologique la plus proche, située sur la commune de Lignières à 3 km à vol d'oiseau, est de 12,2 °C et le cumul annuel moyen de précipitations est de 774,6 mm,. Pour l'avenir, les paramètres climatiques de la commune estimés pour 2050 selon différents scénarios d'émission de gaz à effet de serre sont consultables sur un site dédié publié par Météo-France en novembre 2022.
| Mois                                  | jan.            | fév.          | mars          | avril         | mai             | juin         | jui.           | août           | sep.          | oct.            | nov.           | déc.             | année     |
| ------------------------------------- | --------------- | ------------- | ------------- | ------------- | --------------- | ------------ | -------------- | -------------- | ------------- | --------------- | -------------- | ---------------- | --------- |
| Température minimale moyenne (°C)     | 1,3             | 0,9           | 2,8           | 4,9           | 8,7             | 12,2         | 13,9           | 13,8           | 10            | 7,7             | 4,1            | 1,8              | 6,8       |
| Température moyenne (°C)              | 4,6             | 5,2           | 8,3           | 11,1          | 14,9            | 18,5         | 20,7           | 20,6           | 16,5          | 12,8            | 8              | 5,1              | 12,2      |
| Température maximale moyenne (°C)     | 7,9             | 9,5           | 13,9          | 17,2          | 21,1            | 24,8         | 27,4           | 27,5           | 23            | 17,9            | 11,8           | 8,4              | 17,5      |
| Record de froid (°C) date du record   | −19 17.01.1987  | −14 09.02.12  | −12 01.03.05  | −4,5 11.04.03 | −0,4 15.05.1995 | 3,2 04.06.01 | 5,3 11.07.1990 | 2,3 31.08.1986 | 0,2 20.09.12  | −7,1 30.10.1997 | −10 23.11.1993 | −13,5 31.12.1985 | −19 1987  |
| Record de chaleur (°C) date du record | 20,2 05.01.1999 | 24 24.02.1990 | 26,5 31.03.21 | 30,5 30.04.05 | 34,5 27.05.05   | 40 29.06.19  | 42,5 25.07.19  | 42,3 06.08.03  | 36,5 14.09.20 | 31,2 01.10.1985 | 26 07.11.15    | 21 16.12.1989    | 42,5 2019 |
| Précipitations (mm)                   | 62,5            | 51            | 52,3          | 66,5          | 77,3            | 65,5         | 61,4           | 54,7           | 64,6          | 76,3            | 70,2           | 72,3             | 774,6     |

## Urbanisme

### Typologie
Au 1er janvier 2024, Saint-Hilaire-en-Lignières est catégorisée commune rurale à habitat très dispersé, selon la nouvelle grille communale de densité à 7 niveaux définie par l'Insee en 2022.
Elle est située hors unité urbaine et hors attraction des villes,.

### Occupation des sols
L'occupation des sols de la commune, telle qu'elle ressort de la base de données européenne d’occupation biophysique des sols Corine Land Cover (CLC), est marquée par l'importance des territoires agricoles (96,5 % en 2018), une proportion sensiblement équivalente à celle de 1990 (96,4 %). La répartition détaillée en 2018 est la suivante : 
prairies (66,8 %), terres arables (17,7 %), zones agricoles hétérogènes (12 %), forêts (3,5 %).
L'évolution de l’occupation des sols de la commune et de ses infrastructures peut être observée sur les différentes représentations cartographiques du territoire : la carte de Cassini (XVIIIe siècle), la carte d'état-major (1820-1866) et les cartes ou photos aériennes de l'IGN pour la période actuelle (1950 à aujourd'hui).

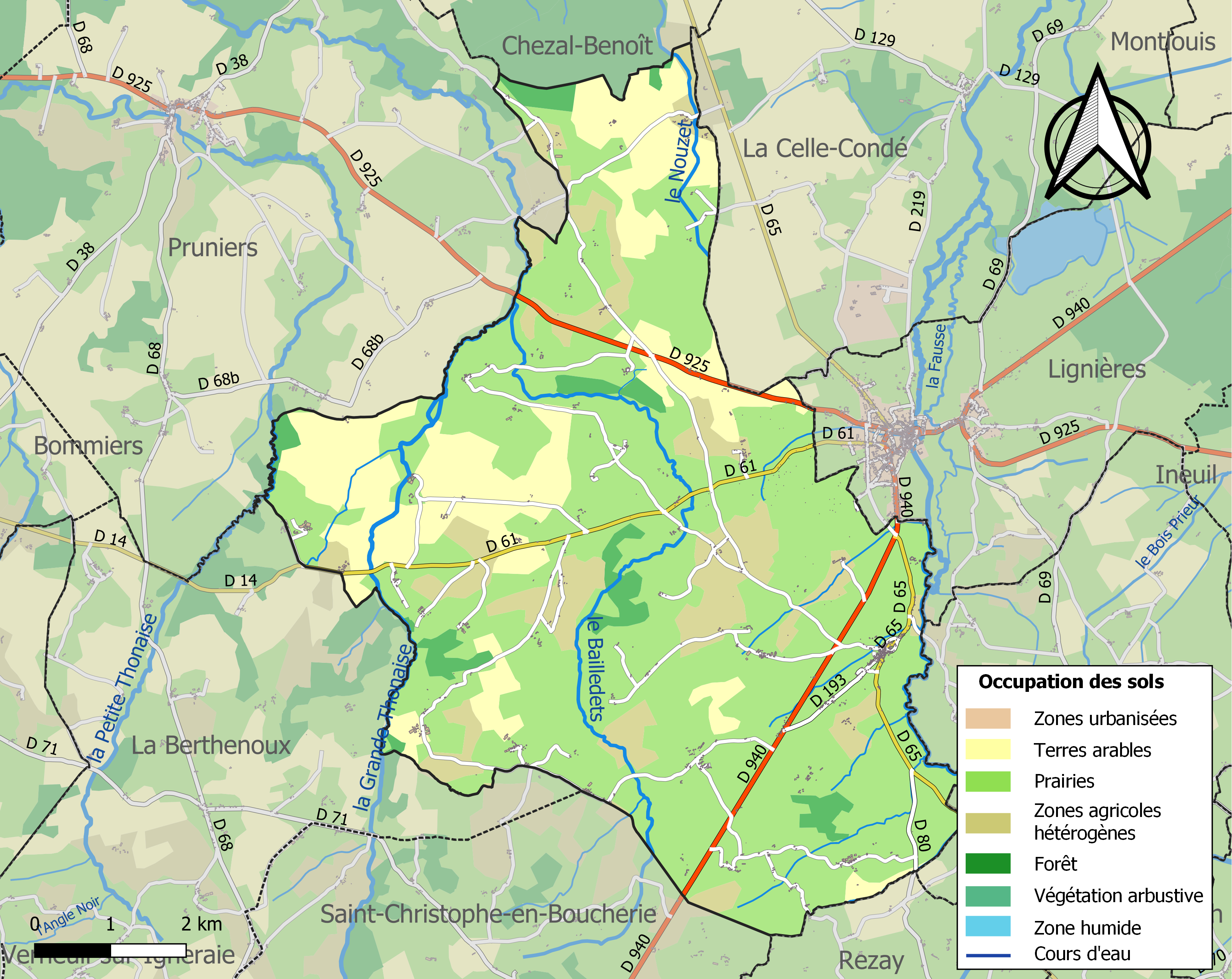
Carte des infrastructures et de l'occupation des sols de la commune en 2018 (CLC).

### Risques majeurs
Le territoire de la commune de Saint-Hilaire-en-Lignières est vulnérable à différents aléas naturels : météorologiques (tempête, orage, neige, grand froid, canicule ou sécheresse), inondations, mouvements de terrains et séisme (sismicité faible). Un site publié par le BRGM permet d'évaluer simplement et rapidement les risques d'un bien localisé soit par son adresse soit par le numéro de sa parcelle.
Certaines parties du territoire communal sont susceptibles d’être affectées par le risque d’inondation par débordement de cours d'eau, notamment l'Arnon, la Grande Thonaise, la Petite Thonaise, le Bailledets et le Nouzet. La commune a été reconnue en état de catastrophe naturelle au titre des dommages causés par les inondations et coulées de boue survenues en 1982, 1994, 1999, 2001 et 2016,.

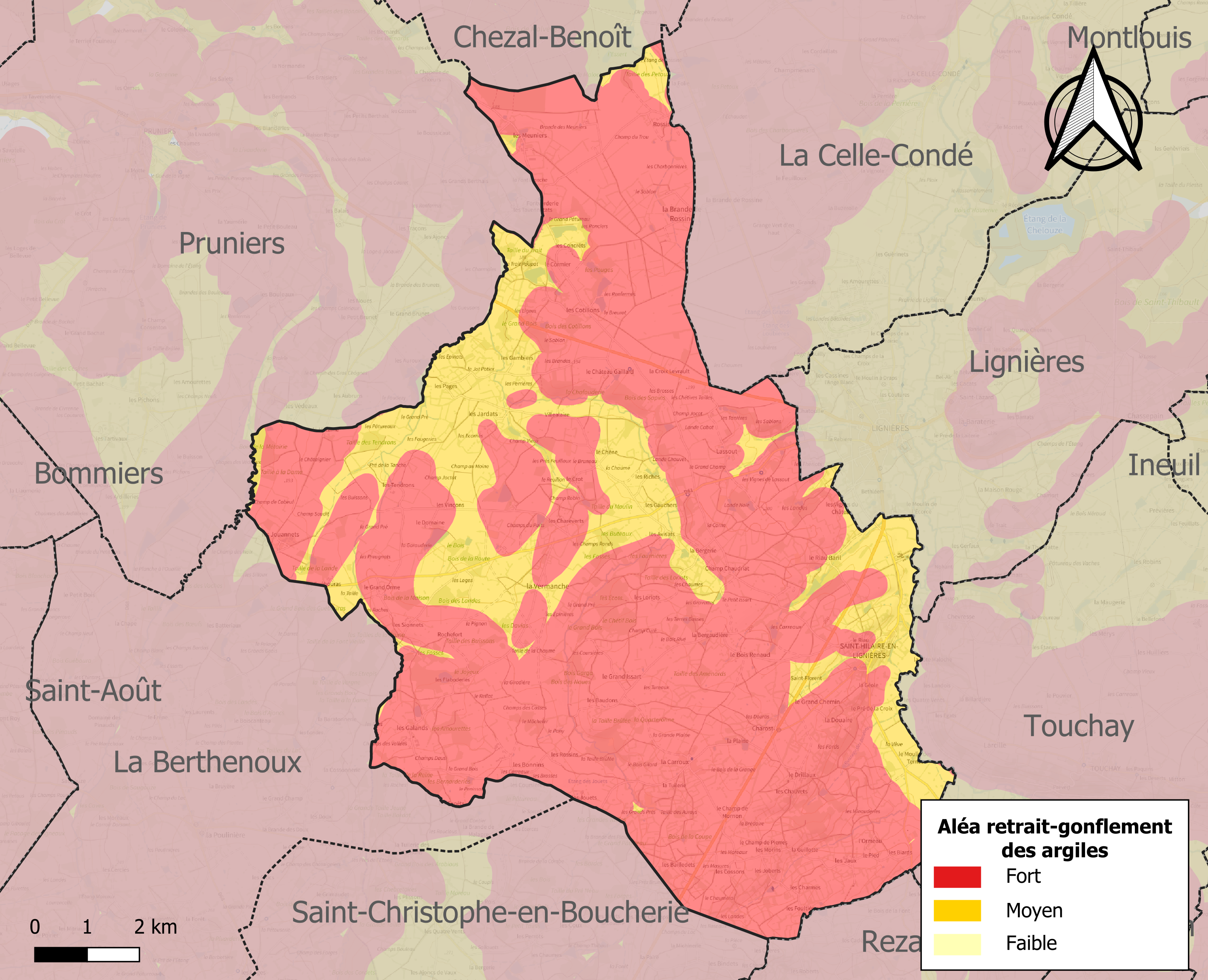
Carte des zones d'aléa retrait-gonflement des sols argileux de Saint-Hilaire-en-Lignières.

La commune est vulnérable au risque de mouvements de terrains constitué principalement du retrait-gonflement des sols argileux. Cet aléa est susceptible d'engendrer des dommages importants aux bâtiments en cas d’alternance de périodes de sécheresse et de pluie. La totalité de la commune est en aléa moyen ou fort (90 % au niveau départemental et 48,5 % au niveau national). Sur les 413 bâtiments dénombrés sur la commune en 2019, 413 sont en aléa moyen ou fort, soit 100 %, à comparer aux 83 % au niveau départemental et 54 % au niveau national. Une cartographie de l'exposition du territoire national au retrait gonflement des sols argileux est disponible sur le site du BRGM,.
Concernant les mouvements de terrains, la commune a été reconnue en état de catastrophe naturelle au titre des dommages causés par la sécheresse en 2011, 2018, 2019 et 2020 et par des mouvements de terrain en 1999.

## Histoire
Au Moyen Âge, le village de Saint-Hilaire-de-Borneis est concurrencé par celui qui se construit autour du château de Lignières. Bien que plus ancien, Saint-Hilaire finit par devenir moins important que le nouveau village. En conséquence, Saint-Hilaire-de-Borneis devient Saint-Hilaire-en-Lignières à la fin du Moyen Âge.
Au cours de la Révolution française, la commune porta provisoirement le nom de Vère-sur-Arnon.

## Politique et administration
| Période                                  | Période      | Identité        | Étiquette | Qualité                                                  |
| ---------------------------------------- | ------------ | --------------- | --------- | -------------------------------------------------------- |
| Les données manquantes sont à compléter. |              |                 |           |                                                          |
| mars 2001                                | ?            | Daniel Détaret  | DVD       | Retraité Réélu pour le mandat 2014-2020                  |
| mars 2014                                | juillet 2020 | Daniel Detaret  |           | Retraité des artisans, commerçants et chefs d'entreprise |
| juillet 2020                             | En cours     | Francis Perrot, |           | Agriculteur sur moyenne exploitation                     |

## Démographie
L'évolution du nombre d'habitants est connue à travers les recensements de la population effectués dans la commune depuis 1793. Pour les communes de moins de 10 000 habitants, une enquête de recensement portant sur toute la population est réalisée tous les cinq ans, les populations de référence des années intermédiaires étant quant à elles estimées par interpolation ou extrapolation. Pour la commune, le premier recensement exhaustif entrant dans le cadre du nouveau dispositif a été réalisé en 2007.

En 2022, la commune comptait 496 habitants, en évolution de −1,39 % par rapport à 2016 (Cher : −2,48 %, France hors Mayotte : +2,11 %).
| 1793  | 1800  | 1806  | 1821  | 1831  | 1836  | 1841  | 1846  | 1851  |
| ----- | ----- | ----- | ----- | ----- | ----- | ----- | ----- | ----- |
| 1 888 | 1 888 | 2 075 | 2 005 | 1 730 | 1 919 | 1 768 | 1 831 | 1 813 |

| 1856  | 1861  | 1866  | 1872  | 1876  | 1881  | 1886  | 1891  | 1896  |
| ----- | ----- | ----- | ----- | ----- | ----- | ----- | ----- | ----- |
| 1 842 | 1 855 | 1 867 | 1 812 | 1 870 | 1 941 | 1 911 | 1 943 | 1 856 |

| 1901  | 1906  | 1911  | 1921  | 1926  | 1931  | 1936  | 1946  | 1954 |
| ----- | ----- | ----- | ----- | ----- | ----- | ----- | ----- | ---- |
| 1 780 | 1 717 | 1 680 | 1 473 | 1 379 | 1 258 | 1 230 | 1 107 | 948  |

| 1962 | 1968 | 1975 | 1982 | 1990 | 1999 | 2006 | 2007 | 2012 |
| ---- | ---- | ---- | ---- | ---- | ---- | ---- | ---- | ---- |
| 867  | 785  | 650  | 572  | 534  | 523  | 514  | 512  | 527  |

| 2017 | 2022 | - | - | - | - | - | - | - |
| ---- | ---- | - | - | - | - | - | - | - |
| 491  | 496  | - | - | - | - | - | - | - |

## Culture locale et patrimoine

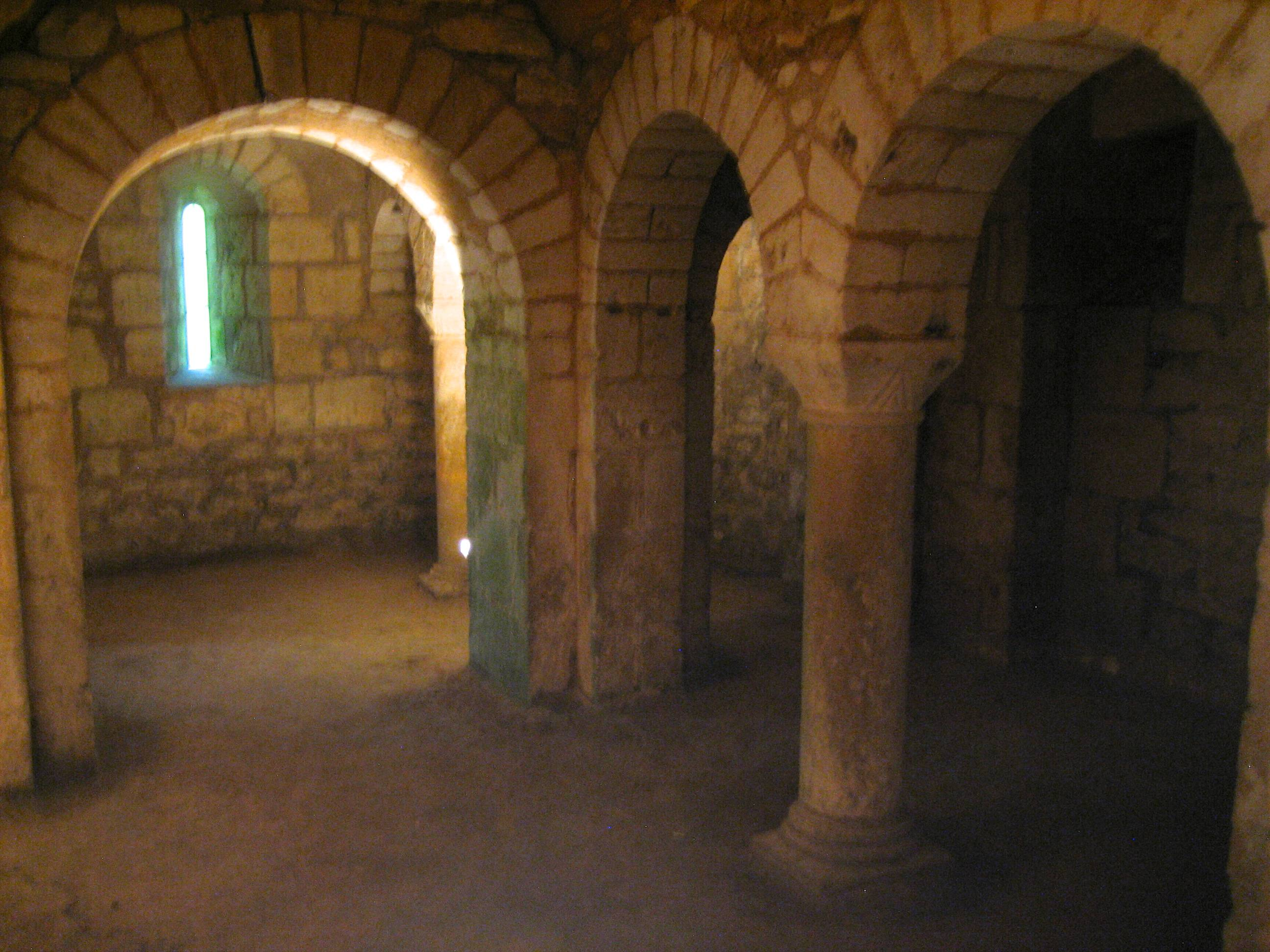
Crypte de l'église.

### Lieux et monuments
- Le château du Plaix inscrit au titre des monuments historiques en 1995[26] et abrite un musée d'arts et traditions paysannes avec des expositions renouvelées tous les 2 ans. Le site est ouvert de mai à octobre.
- L'église Saint-Hilaire initiée au XIIe siècle et classée monument historique depuis 1912[27].
- La Grange aux Verrières, lieu consacré au vitrail contemporain. Une exposition annuelle est visible de juin à octobre.
- La commune dispose de chemins creux propices à la randonnée avec 3 circuits balisés allant de 12 à 40 km.

### Personnalités liées à la commune
- Jean Mauret (1944-2024), maître verrier, y crée son atelier en 1969 et y est mort[28].